# Bob Johnston
Donald William "Bob" Johnston (Hillsboro, Texas, 14 de maig de 1932–14 d'agost de 2015) és un destacat productor estatunidenc, conegut pel seu treball amb Bob Dylan, Johnny Cash, Leonard Cohen, Willie Nelson i molts artistes de gravació a Nashville, així com Simon and Garfunkel.

## Primers dies
Johnston va néixer en una família de músics professionals. La seva àvia Mamie Jo Adams va ser una compositora, com era la seva mare, Diane Johnston. Diane havia escrit cançons per Gene Autry en els anys 50 i va obtenir un gran èxit el 1976, quan Asleep at the Wheel 1950 es va cobrir la demo "milles i milles de Texas". Després d'una temporada a l'Armada, Bob va tornar a Fort Worth, llavors ell i Diane Johnston col·laborar en composicions per a rockabilly artista Mac Curtis, i altres. Del 1956 al 1961 Bob registrar alguns dels singles per rockabilly sota el nom de Don Johnston. El 1964 s'havia traslladat a la tasca de producció de Kapp Records a Nova York, l'organització independent per Dot Records i va firmar un contracte com a compositor amb l'editor de música Hill i Distribució.

## Elvis i Joy Byers
En els darrers anys, Bob Johnston ha afirmat que les cançons encara acreditades a la seva dona Joy Byers eren en realitat co-escrites per ell, o únicament escrites per ell mateix. Ha citat "raons contractuals" per aquesta situació. Les cançons en qüestió inclouen Timi Yuro de 1962 hit "What's A Matter Baby", a més de com a mínim 16 cançons d'Elvis Presley' pel·lícules entre 1964 i 1968, incloent "Em fa mal", "Let Yourself Go" i "Stop, Observeu i escolti ". Dues cançons acreditat a Byers, l'esmentada "Stop, Look and Listen" i "Sí, és el mal!" van ser registrats per Bill Haley i els seus Cometes, abans de ser utilitzats per Elvis (l'última cançó va ser rebatejat com "The Girl Meanest a Ciutat", quan Presley va gravar).

## Columbia, Dylan, Cash, Cohen,
Johnston va treballar breument com a productor per al segell personal de Kapp, aleshores, per Columbia Records a Nova York, on va començar a produir una sèrie d'àlbums notables i de gran influència (vegeu la llista més avall). Ja estava produint Patti Page, quan el 1965 va tenir èxit en l'obtenció de l'assignació per produir Bob Dylan, seguit de Simon and Garfunkel, Johnny Cash i Leonard Cohen. El seu estil de producció varien d'un enfocament de "documental" de capturar un moment fugaç (per exemple disquets de Dylan i àlbums en viu en efectiu) per proporcionar els mecanismes subtils amb cordes, cors i músics experimentats (exemplificada per àlbums d'estudi de Cohen).
Després d'un parell d'anys a Nova York, Johnson es va convertir en cap de Columbia a Nashville, Tennessee, on havia conegut a molts dels músics d'estudi, com Charlie Daniels, durant anys. Ha produït tres dels àlbums de Cohen, de gira amb ell i també va compondre la música per a la lírica Cohen "Vine passar el matí", gravat per ambdues Lee Hazlewood i Engelbert Humperdinck.

## Productor independent
Insatisfet amb els seus ingressos salarials com en el productor de Columbia, en particular després de diversos àlbums d'èxit que li va valer reconeixement, Johnston es va convertir en un productor independent, amb més èxit amb Lindisfarne a Boira al riu Tyne, que va encapçalar la llista d'àlbums britànica el 1972.
Durant un període de dificultats financeres, quan estava sota el control de l'IRS, Johnston es va mudar a Austin, Texas, i no hi ha producció rècord durant algun temps. Finalment va tornar amb el treball sobre Willie Nelson's àlbum de 1992 Les Cintes IRS: Who'll Buy My Memories? (Nelson tenia les seves pròpies dificultats financeres en el moment.

## Diversos
Al principi de "To Be Alone With You" a Nashville Skyline Bob Dylan es fa una famosa pregunta: "És un Rolling, Bob?", Parlant amb el productor Bob Johnston.

## Discografia selectiva com a productor
- Patti Page: "Hush, Hush Sweet Charlotte" US #8 (1965)
- Bob Dylan: Highway 61 Revisited (with the exception of "Like A Rolling Stone") (1965), Blonde on Blonde (1966), John Wesley Harding (1967), Nashville Skyline (1969), Self Portrait (1970), New Morning (1970)
- Simon and Garfunkel: Sounds of Silence (1966), Parsley, Sage, Rosemary and Thyme (1966), Bookends (1968)
- Marty Robbins: Tonight Carmen (1967)
- Johnny Cash: At Folsom Prison (1968); The Holy Land (1969); At San Quentin (1969); Hello, I'm Johnny Cash (1970); The Johnny Cash Show (1970); I Walk the Line (1970); Little Fauss and Big Halsy (1971)
- Burl Ives: The Times They Are A-Changin' (1968)
- Leonard Cohen: Songs from a Room (1969), Songs of Love and Hate (1971), Live Songs (1973)
- Lindisfarne: Fog on the Tyne (1972), Dingly Dell (1972)
- Michael Murphey: Geronimo's Cadillac (1973), Cosmic Cowboy Souvenir (1973), Michael Murphey (1973), Blue Sky - Night Thunder (1975), Swans Against the Sun (1976
- Loudon Wainwright III: Attempted Mustache (1973)
- New Riders of the Purple Sage: Oh, What a Mighty Time (1975)
- Willie Nelson: The IRS Tapes: Who'll Buy My Memories? (1992)
- Carl Perkins: Go Cat Go (1996)

1. ↑  Bob Johnston, Producer for Bob Dylan, Johnny Cash & More, Dies at 83. Billboard Magazine, 15 d'agost de 2015.